# Clase Reina Regente
La Clase Reina Regente fue una clase de cruceros protegidos construido por la ingeniería naval militar en España para la Armada. Una clase de barcos pioneros en muchos sentidos, pero el conjunto resultante no funcionó bien. El naufragio del Reina Regente influyó en que sus otros dos buques gemelos (el Alfonso XIII y el Lepanto) apenas estuvieran unos años operativos.

## Diseño

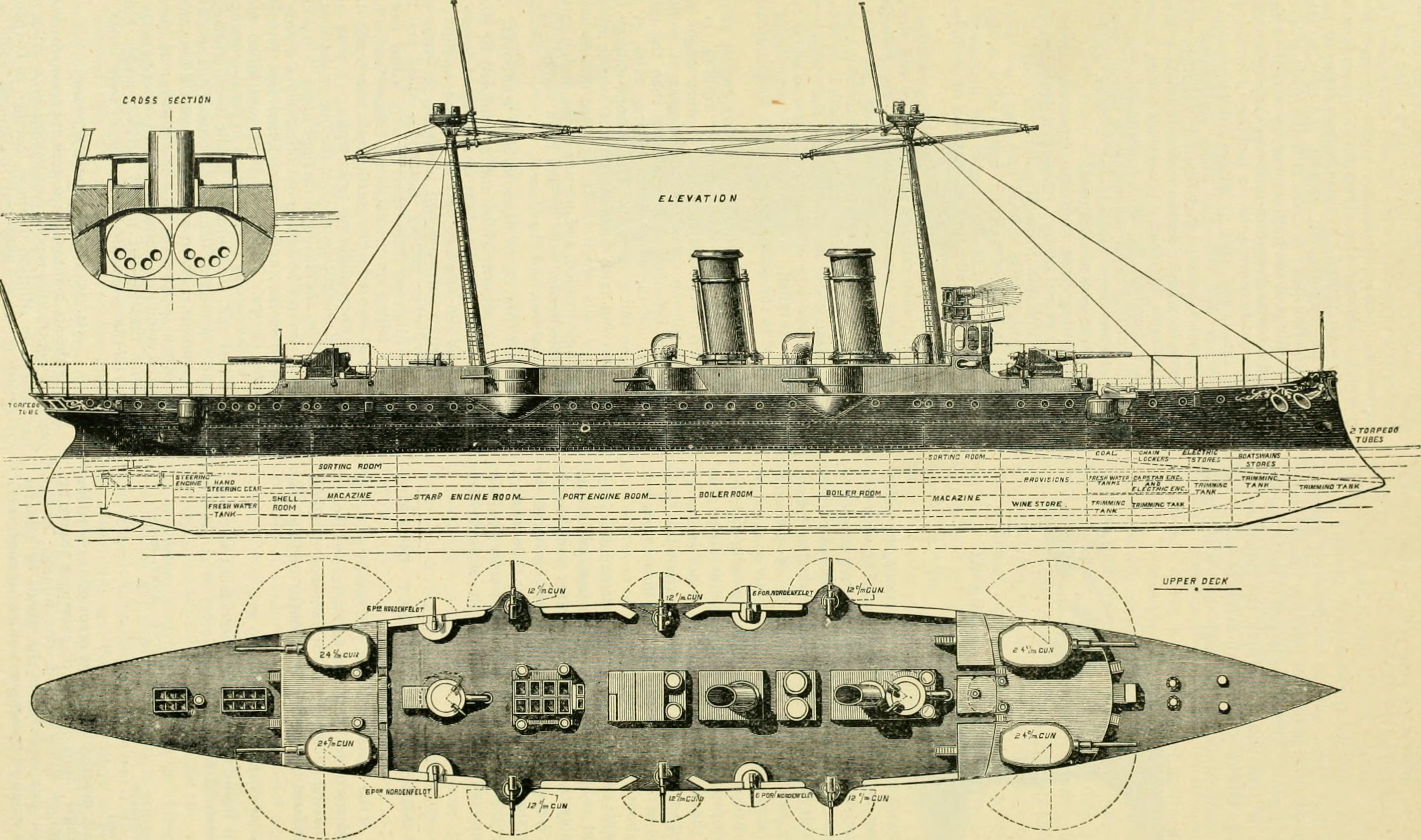
Diagrama de un crucero de la Clase Reina Regente (en inglés).

Fue la primera clase de cruceros españoles en disponer de torres dobles en su artillería principal, pero a consecuencia del hundimiento del cabeza de serie, debido fundamentalmente al excesivo peso del artillado, dos piezas González Hontoria de 280 mm a popa y otras dos a proa, en comparación con su desplazamiento y calado, comprometían al parecer la estabilidad del buque en condiciones adversas.
Los otros dos barcos de la serie sufrieron cambios que afectaron a su velocidad, navegabilidad y armamento, pero a pesar de ser aliviados de los pesos que probablemente costaron la existencia al primero de la serie, acumularon tal cantidad de defectos que eran sistemáticamente rechazados por los jefes de Escuadra, por lo que fueron apartados de un servicio que, en realidad, nunca llegaron a prestar. 
El Alfonso XIII fue retirado tan sólo dos años después de su entrada en servicio y el Lepanto, sólo prestó servicio en realidad como buque de instrucción.
En 1900, por Decreto del 18 de mayo del Ministerio de Marina, se describió técnicamente la situación de los buques de la Armada en ese momento y se dieron de baja 25 unidades por considerarse ineficaces, entre ellos el Alfonso XIII (artículo 1º). La explicación de porqué se da de baja al Alfonso XIII es la siguiente:

El Alfonso X III, similar imperfectísimo del desgraciado Reina Regente, de 4.826 toneladas, sin protección vertical alguna, disponiendo sólo de una cubierta protectriz, falto de estabilidad, con máquinas mal montadas, con un andar escaso de 12 millas, siendo general opinión de las Autoridades técnicas de la Marina que ese buque no debe navegar, al menos sin grandes y costosas reformas para no exponer a su tripulación a un probable desastre, y no sirviendo sino de impedimento y obstáculo para cualquier escuadra o división naval, ni pudiendo aplicarse tampoco ni a acciones defensivas ni a comisiones de paz, para las que ya quedan suficientes buques en proporción de los medios que para cada servicio debe aplicar un presupuesto razonable de fuerzas navales.

Respecto al Lepanto:

Art. 4.° Se establecerá en el crucero Lepanto la Escuela de Aplicación o práctica de Artillería, máquinas y torpedos, concurriendo con los buques mencionados en el artículo anterior en su especial cometido, a la constante instrucción del personal.

## Hundimiento delReina Regente

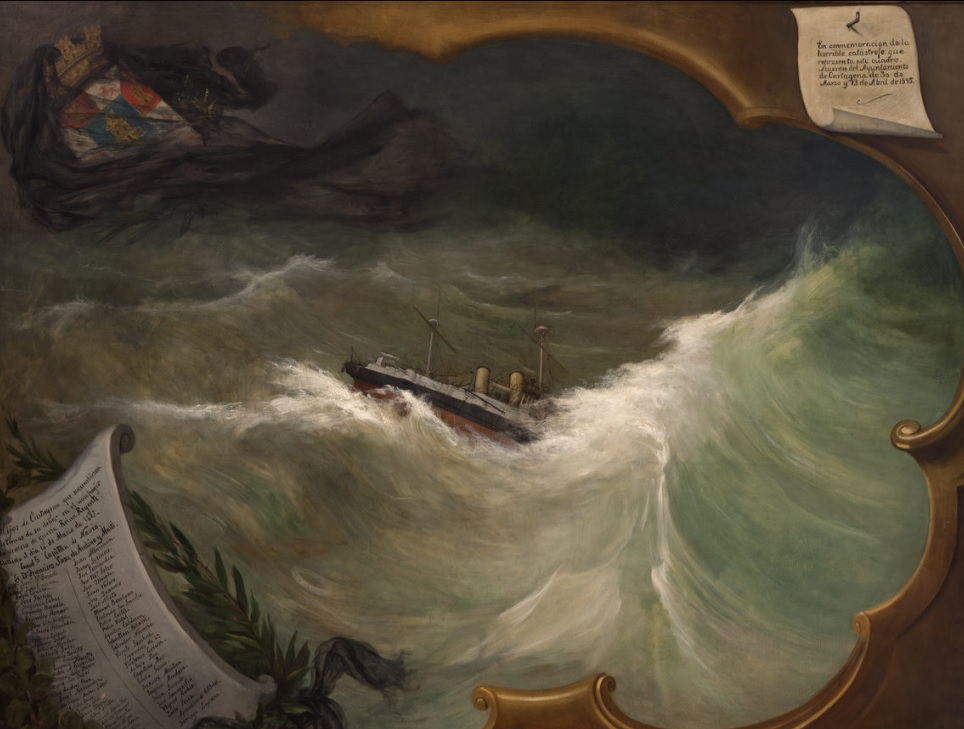
Pintura de Manuel Ussel de Guimbarda sobre el hundimiento del Reina Regente en 1895.

El 9 de marzo de 1895 zarpó de Cádiz hacia a Tánger el Reina Regente, en lo que sería su última misión, devolver la embajada del Sultán a Marruecos. El día se amaneció con fuerte viento, cielo muy nublado y mar picada, pero su comandante, el capitán de navío Francisco Sanz de Andino, deseaba regresar de inmediato para poder acudir al día siguiente a la botadura del crucero acorazado Carlos V. Ya en aguas del estrecho, se vio parar al Regente y luego dar grandes bandazos en medio del temporal de fuertes vientos del S.O.
En los días siguientes se emprendió la búsqueda con la esperanza de encontrarlo resguardado en algún puerto africano, pero la desgracia se confirmó días después, al encontrarse en las playas de Tarifa y Algeciras algunos restos del naufragio. Sus 420 tripulantes desaparecieron con el buque y sólo se salvó un marinero que quedó borracho en Tánger.
Fue una de las mayores pérdidas de vidas humanas en la Armada, con la excepción del hundimiento del crucero Baleares y donde está en primera fila en número de víctimas el Castillo de Olite con alrededor de 1476 personas fallecidas en el hundimiento.

## Buques de la clase
| Nombre        | Astillero            | Comisionado | Decomisado | Causa                               |
| ------------- | -------------------- | ----------- | ---------- | ----------------------------------- |
| Reina Regente | Thompson - Clydebank | 1888        | 1895       | Hundido en el bajo de Las Aceiteras |
| Alfonso XIII  | SECN Ferrol          | 1896        | 1900       | Retirado / desguazado               |
| Lepanto       | SECN Cartagena       | 1898        | 1910       | Retirado / desguazado               |